# The Frogmen
The Frogmen (Brasil: Homens-Rãs) é um filme estadunidense de 1951, dos gêneros drama, guerra e aventura, dirigido por Lloyd Bacon para a 20th Century Fox, com roteiro de  John Tucker Battle, Oscar Millard e Samuel G. Engel retratando operações de mergulhadores da Marinha dos Estados Unidos durante a Segunda Guerra Mundial. 

## Elenco
- Richard Widmark ... tte.-comte. John Lawrence
- Dana Andrews ... chefe Jake Flannigan
- Gary Merrill ... tte.-comte. Pete Vincent
- Jeffrey Hunter ... "Pappy" Creighton
- Warren Stevens ... Hodges
- Robert Wagner ... tte. Franklin
- Harvey Lembeck ... Marvin W. "Canarsie" Mikowsky
- Robert Rockwell ... tte. Bill Doyle
- Henry Slate ... "Sleepy"
- Jack Warden (não creditado)

## Sinopse
Durante a Guerra do Pacífico, o tenente-comandante naval eficiente e disciplinado John Lawrence assume o comando de uma equipe de demolição submarina (sigla inglês UDT, popularmente conhecida como "homens-rãs", antecessores dos atuais SEALs), quatro dias após o líder anterior, Jack Cassidy, ter sido declarado "morto em ação" ao tentar resgatar um de seus homens. Os mergulhadores, chefiados por Jake Flannigan, admiravam Cassidy e ficam desconfiados de Lawrence que age diferente e não hesita em deixar seus homens para trás para cumprir uma missão de reconhecimento. A situação fica pior quando Lawrence rebaixa de posto Flannigan, quando este o substituiu na missão seguinte e um de seus mergulhadores é ferido após realizarem uma brincadeira perigosa por causa de uma aposta. A equipe toda pede transferência e Lawrence não a nega, mas antes devem partir numa arriscada missão numa base de submarinos japoneses.

## Filmagens
As filmagens do submarino foram realizadas no convés do USS Kleinsmith (APD-134) em 11 de janeiro de 1951, e a maior parte das cenas de navio e das lanchas de alta velocidade foram do Kleinsmith, em 15 de janeiro e 6 de fevereiro de 1951  O USS Taconic (AGC-17) apareceu como navio de comando. 